# Arnaville
Arnaville è un comune francese di 608 abitanti situato nel dipartimento della Meurthe e Mosella nella regione del Grand Est

## Società

### Evoluzione demografica
Abitanti censiti